# Alcalá de la Vega
Alcalá de la Vega là một đô thị tại comarca Serranía Baja trong tỉnh Cuenca, Cộng đồng tự trị Castilla La Mancha, Tây Ban Nha. Đô thị này có diện tích 69,25 km2.